# Bystrze

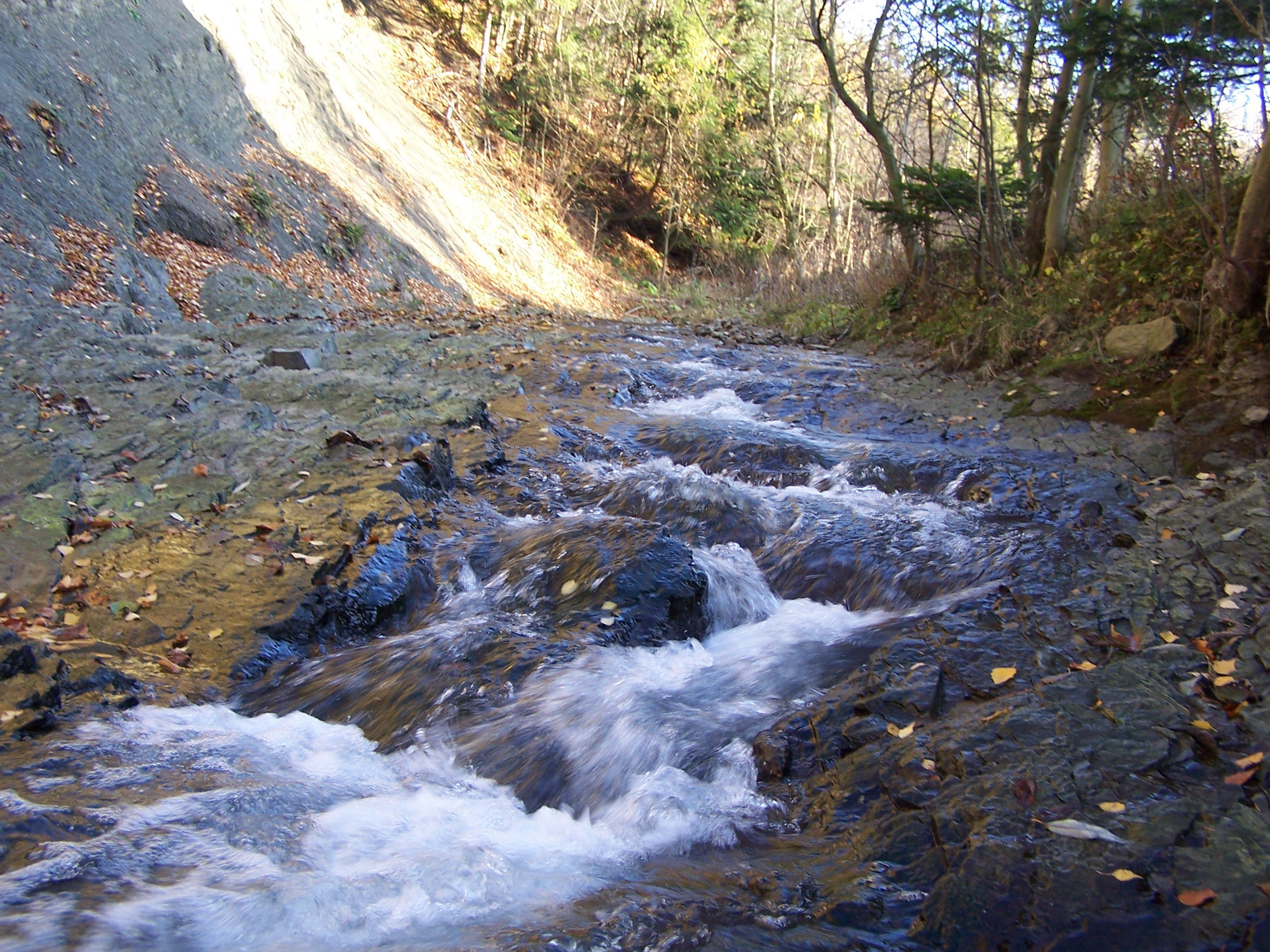
Bystrza na Czarnej Rzece

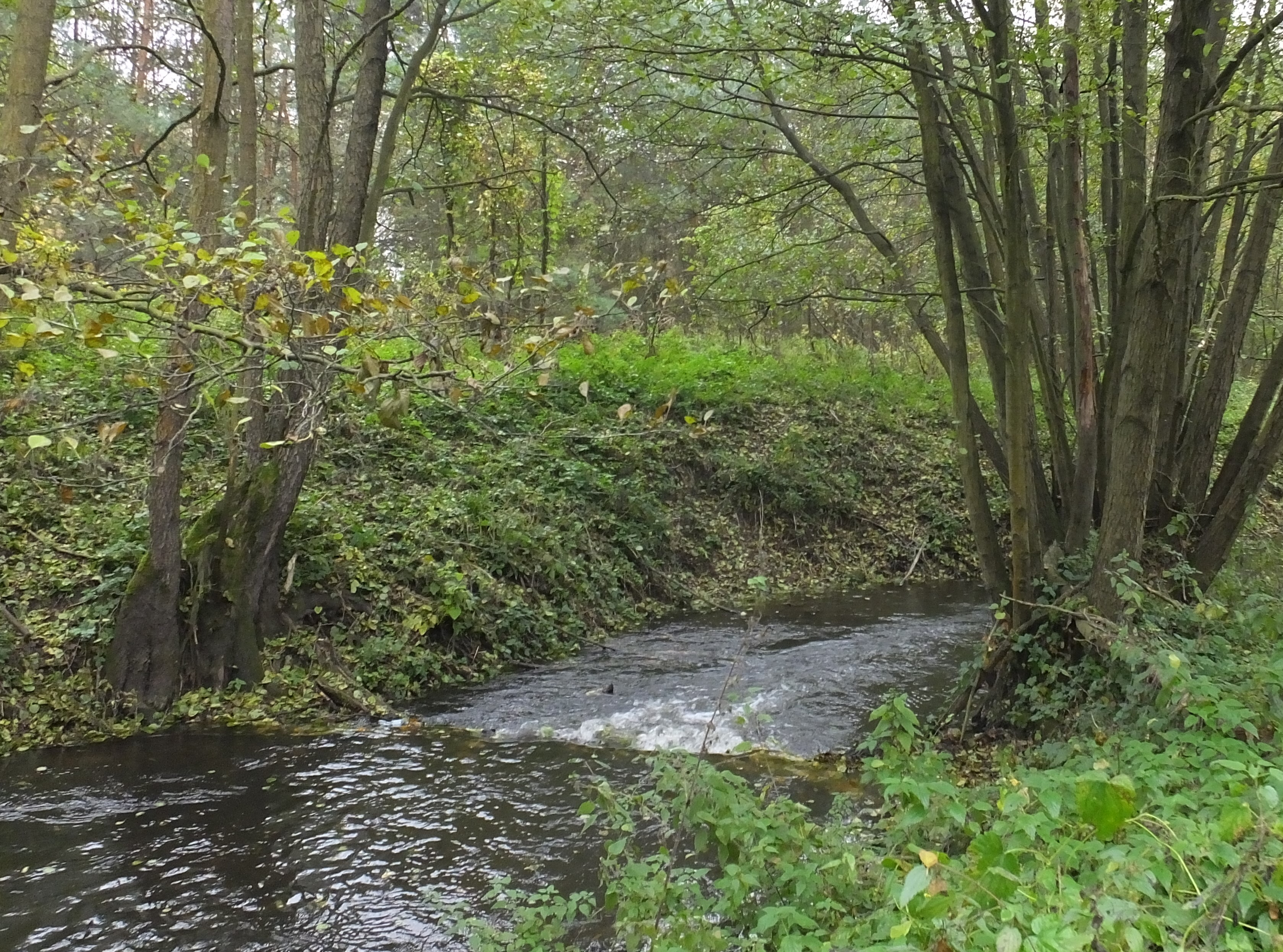
Bystrze rzeki nizinnej.

Bystrze, także: bystrzyca, bystrzyna, szypot – miejsce na rzece, gdzie występuje lokalne przyspieszenie przepływu wody, mniejsze jednak niż w rafie.
Naturalne bystrza powstają w wypłyconej części koryta o zauważalnym, choć mniejszym niż w przypadku rafy, spadku podłużnym oraz prędkości wody. Ponieważ w skali lokalnej prędkość przepływu wzrasta, staje się on turbulentny. Nurt jest rwący i określany jako bulgoczący. Ze względu na występowanie krótkich fal, mogą one sprawiać wrażenie nieruchomych. Mają szklisty grzbiet. Dno w bystrzu zawiera wypukłości, zbudowane jest ze żwiru i niewielkich kamieni.
Bystrza sztuczne są rodzajem progów hydrotechnicznych. Sztuczne bystrza z narzutu kamiennego (bystrza o zwiększonej szorstkości) są stosowane w ciekach górskich i podgórskich dla utrwalenia, stabilizacji i zabezpieczenia dna cieku przed erozją.
Układ bystrze-ploso stosuje się w budowie niektórych typów przepławek dla ryb.